# Miami Floridians 1968-1969
La stagione 1968-69 dei Miami Floridians fu la 2ª nella ABA per la franchigia.
I Miami Floridians arrivarono secondi nella Eastern Division con un record di 43-35. Nei play-off vinsero la semifinale di division con i Minnesota Pipers (4-3), perdendo poi la finale di division con gli Indiana Pacers (4-1).

## Roster
| N° | Naz.                   | Ruolo | Sportivo          | Anno | Alt. | Peso |
| -- | ---------------------- | ----- | ----------------- | ---- | ---- | ---- |
| 20 | Stati Uniti (bandiera) | G     | Donnie Freeman    | 1944 | 191  | 84   |
| 21 | Stati Uniti (bandiera) | G     | Willie Iverson    | 1945 | 183  | 82   |
| 22 | Stati Uniti (bandiera) | GA    | Maurice McHartley | 1942 | 191  | 84   |
| 22 | Stati Uniti (bandiera) | G     | Ron Perry         | 1943 | 191  | 86   |
| 23 | Stati Uniti (bandiera) | G     | Andy Anderson     | 1945 | 188  | 83   |
| 23 | Stati Uniti (bandiera) | G     | Nick Jones        | 1945 | 188  | 86   |
| 24 | Stati Uniti (bandiera) | G     | Ervin Inniger     | 1945 | 193  | 86   |
| 32 | Stati Uniti (bandiera) | A     | Dan Sparks        | 1945 | 203  | 91   |
| 33 | Stati Uniti (bandiera) | AC    | Don Sidle         | 1946 | 203  | 98   |
| 34 | Stati Uniti (bandiera) | G     | Dallas Thornton   | 1946 | 193  | 86   |
| 41 | Stati Uniti (bandiera) | AC    | Les Hunter        | 1942 | 201  | 95   |
| 42 | Stati Uniti (bandiera) | AC    | Gary Keller       | 1944 | 206  | 100  |
| 43 | Stati Uniti (bandiera) | C     | Skip Thoren       | 1943 | 208  | 104  |
| 44 | Stati Uniti (bandiera) | A     | Willie Murrell    | 1941 | 198  | 102  |

## Staff tecnico
- Allenatore: Jim Pollard